# Lluís Maria de Llauder i de Dalmases
Lluís Maria de Llauder i de Dalmases (castellà: Luis María de Llauder)  (Madrid, 8 de maig de 1837 - Barcelona, 10 de juny de 1902) fou un periodista i polític català, besnebot de Manuel de Llauder i de Camín, diputat a les Corts Espanyoles durant la restauració borbònica.

## Biografia
Fill de Ramon de Llauder i Freixes i de Maria Mercè de Dalmases i Bufalà, va néixer a Madrid, però de ben petit s'establí amb la seva família a Barcelona (vegeu Casa Llauder) i després a Mataró (vegeu Torre Llauder).
El 1858 es va llicenciar en dret civil a la Universitat de Barcelona, però decidí dedicar-se al periodisme. Durant el sexenni democràtic, col·laborà als diaris El amigo del pueblo i El criterio católico, i des de 1870 dirigí les publicacions La Verdad Católica i La Convicción, des d'on defensà els drets monàrquics del carlisme, encara que s'oposava a la intervenció armada. Fou elegit diputat pel districte de Vic a les eleccions generals espanyoles de 1869 i pel de Berga a les de 1871. Després de l'escissió del Partit Integrista el 1888, fou nomenat cap dels carlins de Catalunya. A les eleccions generals espanyoles de 1891 fou elegit diputat per Comunió Tradicionalista pel districte de Berga.
Després de la Tercera Guerra Carlina continuà la seva tasca com a periodista i com a dirigent de l'Associació de Catòlics. Juntament amb Fèlix Sardà i Salvany fou un dels principals publicistes del catolicisme carlí del segle xix. El 1878, adquirí El Correo Catalán (nom adoptat per La Convicción), que dirigí fins a la seva mort, i el 1884 fundà la revista La Hormiga de Oro, que el 1885 
esdevingué llibreria, i el 1887, impremta i editorial.
El 1898, el pretendent carlí Carles VII li concedí el títol de marquès de Valldeix. No va tenir fills i morí el 1902 d'una meningoencefalitis.

## Obres
- El desenlace de la Revolucion española: apuntes y consideraciones que es conveniente tener en cuenta para decidirse con acierto en las circunstancias escepcionales en que nos encontramos (1869)
- Una polémica instructiva (1892)
- La Europa judía (amb el pseudònim de Tanyeman, 1892)